# RAM electroquímica

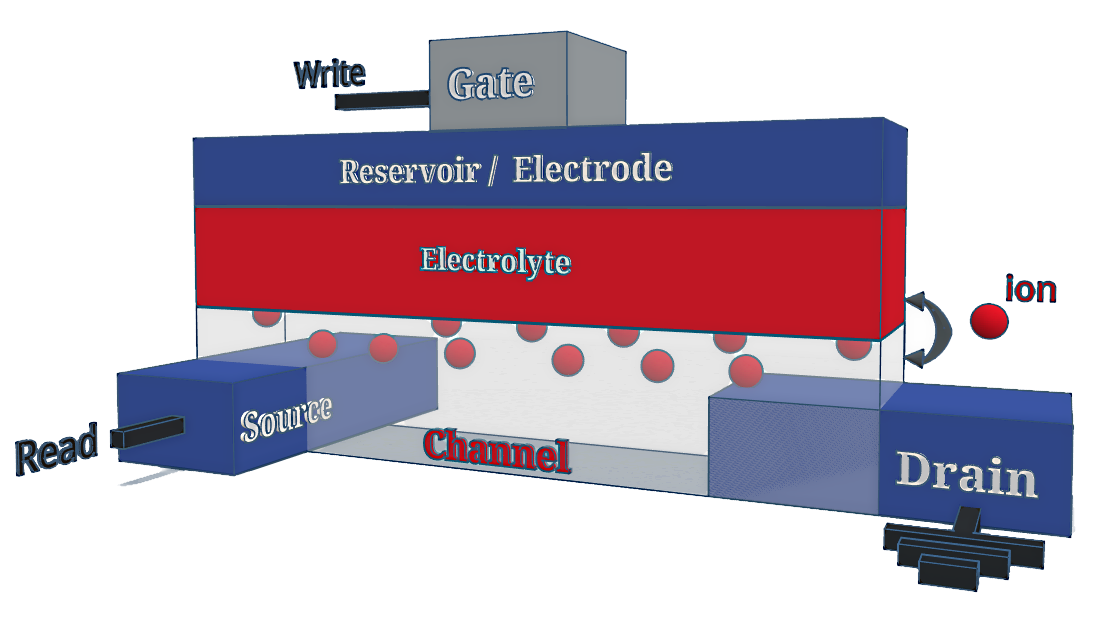
Disseny i principi de funcionament de la cèl·lula sinàptica ECRAM.

La memòria electroquímica d'accés aleatori (amb acrònim anglès ECRAM) és un tipus de memòria no volàtil (NVM) amb múltiples nivells per cel·la (MLC) dissenyada per a l'acceleració analògica d'aprenentatge profund. Una cèl·lula ECRAM és un dispositiu de tres terminals format per un canal conductor, un electròlit aïllant, un dipòsit iònic i contactes metàl·lics. La resistència del canal es modula per intercanvi iònic a la interfície entre el canal i l'electròlit després de l'aplicació d'un camp elèctric. El procés de transferència de càrrega permet tant la retenció d'estat en absència de potència aplicada, com la programació de múltiples nivells diferents, ambdós diferencien el funcionament de l'ECRAM del transistor d'efecte de camp (FET). L'operació d'escriptura és determinista i pot donar lloc a una potenciació i depressió simètriques, fent que les matrius ECRAM siguin atractives per actuar com a pesos sinàptics artificials en implementacions físiques de xarxes neuronals artificials (ANN). Els reptes tecnològics inclouen el potencial de circuit obert (OCP) i la compatibilitat de fosa de semiconductors associada amb materials energètics. Les universitats, els laboratoris governamentals i els equips de recerca corporatius han contribuït al desenvolupament de l'ECRAM per a la informàtica analògica. En particular, Sandia National Laboratories va dissenyar una cèl·lula basada en liti inspirada en materials de bateries d'estat sòlid, la Universitat Stanford va construir una cèl·lula basada en protons orgànics, i International Business Machines (IBM) va demostrar un paral·lel sense selector en memòria. programació per a una tasca de regressió logística en una matriu d'ECRAM d'òxid metàl·lic dissenyada per a la inserció al final de la línia (BEOL). El 2022, els investigadors de l'Institut Tecnològic de Massachusetts van construir una tecnologia protònica inorgànica compatible amb CMOS que va aconseguir característiques de modulació gairebé ideals mitjançant polsos ràpids de nanosegons.